# Hadíth
Hadíth (arabsky حديث‎, DMG ḥadīṯ) je označení pro původně ústně uchovávanou výpověď o činech a skutcích islámského proroka Mohameda. Hadíthy tvoří hlavní pramen sunny. Hadíth se skládá ze dvou částí, a to z řetězu tradentů a samotného výroku. První část, tedy řetězec tradentů, se nazývá isnád, a má zaručit pravdivost následující výpovědi. Isnád někdy může tvořit i dlouhý řetězec o mnoha tradentech. Druhá část hadíthu se nazývá matn a tvoří samotný příběh hadíthu. Příklad:
„Al-Hummajdí vyprávěl, že slyšel od Sufjána a ten od Jahji ibn Sacíd al-Ansárího, že mu Muhammad b. Ibrahím at-Tajmí řekl, že slyšel od Alqamy ibn Waqqás al-Lajthího, že ten slyšel Umara ibn al-Chattába (nechť je s ním Bůh spokojen (NBS)) říci z kazatelny, že slyšel Posla Božího (NBŽM) jak říká: Činy budou posuzovány vždy jen podle záměrů. Každý bude odměněn podle toho, co zamýšlel učinit. Tomu, kdo přesídlil do Medíny proto, aby získal nějaký pozemský statek, nebo aby se oženil, bude jeho hidžra započítána podle cíle, který hledal (podle al-Buchárího).“

## Dělení
Podle věrohodnosti se hadíthy dělí na:
- sahíh (správné) – hadíth má řetězec věrohodných vypravěčů a jeho obsahu nelze nic vytknout
- hasan (dobré) – hadíth má řetězec věrohodných vypravěčů, avšak jeho text má malé nedostatky, které však nemění výrazně obsah sdělení
- da'íf (slabé) – nejčastěji se v řetězci vypravěčů objevuje osoba považovaná za nedůvěryhodnou
- munkar (ignorované) – znění hadíthu mělo původně dva řetězce vypravěčů, avšak dochoval se pouze jeden, v jehož řetězci figuruje nedůvěryhodný vypravěč
- mawdú (smyšlené) – obsah hadíthu byl vymyšlen a chybně přiřčen Mohamedovi

Islámské právo se opírá pouze o hadíthy z kategorie sahíh a hasan.

## Sbírky
V rané fázi islámu byly hadíthy předávány ústně, avšak později vzniklo několik sbírek. Mezi nejdůležitější patří:
- Sahíh al-Buchárí – autorem je Imám Buchárí (zemřel 870)
- Sahíh Muslim – Muslim Ibn al-Hajjaj (z. 875)
- Sunan Abú Da'ud – Abú Da'ud (z. 888)
- Sunan al-Tirmidhi – al-Tirmidhi (z. 892)
- Sunan al-Sughra – al-Nasa'i (z. 915)
- Sunan Ibn Maja – Ibn Maja (z. 886)
- al-Muwatta – Imám Malik (z. 796)